# Championnats d'Europe de char à voile 1998
Navigation
1997 1999
Les 36e championnats d'Europe de char à voile 1998, organisés par le pays hôte sous l'égide de la fédération internationale du char à voile, se sont déroulés à La Panne en Belgique. Ce sont aussi les 6e championnats du monde  de char à voile 1998,.

## Podium
| Épreuve         | Or                   | Argent                | Bronze            |
| --------------- | -------------------- | --------------------- | ----------------- |
| Classe Standart | Paul Garnier         | Yann Demuysere        | David Revaut      |
| Classe 2        | Jean Marc Grimonpont | Peter Allemeersch     | Didier Gervais    |
| Classe 3        | Bertrand Lambert     | Hans-Werner Eickstädt | Peter Binner Wulf |
| Classe 5        | Brice Petit          | Tadeg Normand         | Xavier Faucon     |

## Tableau des médailles par nation
| Rang | Nation    | Or | Argent | Bronze | Total |
| ---- | --------- | -- | ------ | ------ | ----- |
| 1    | France    | 4  | 1      | 3      | 8     |
| 2    | Belgique  | -  | 2      | -      | 2     |
| 3    | Allemagne | -  | 1      | 1      | 2     |